# Agniohammus philippinensis
Agniohammus philippinensis är en skalbaggsart som beskrevs av Stefan von Breuning 1938. Agniohammus philippinensis ingår i släktet Agniohammus och familjen långhorningar.
Artens utbredningsområde är Filippinerna. Inga underarter finns listade i Catalogue of Life.